# Acamapichtli

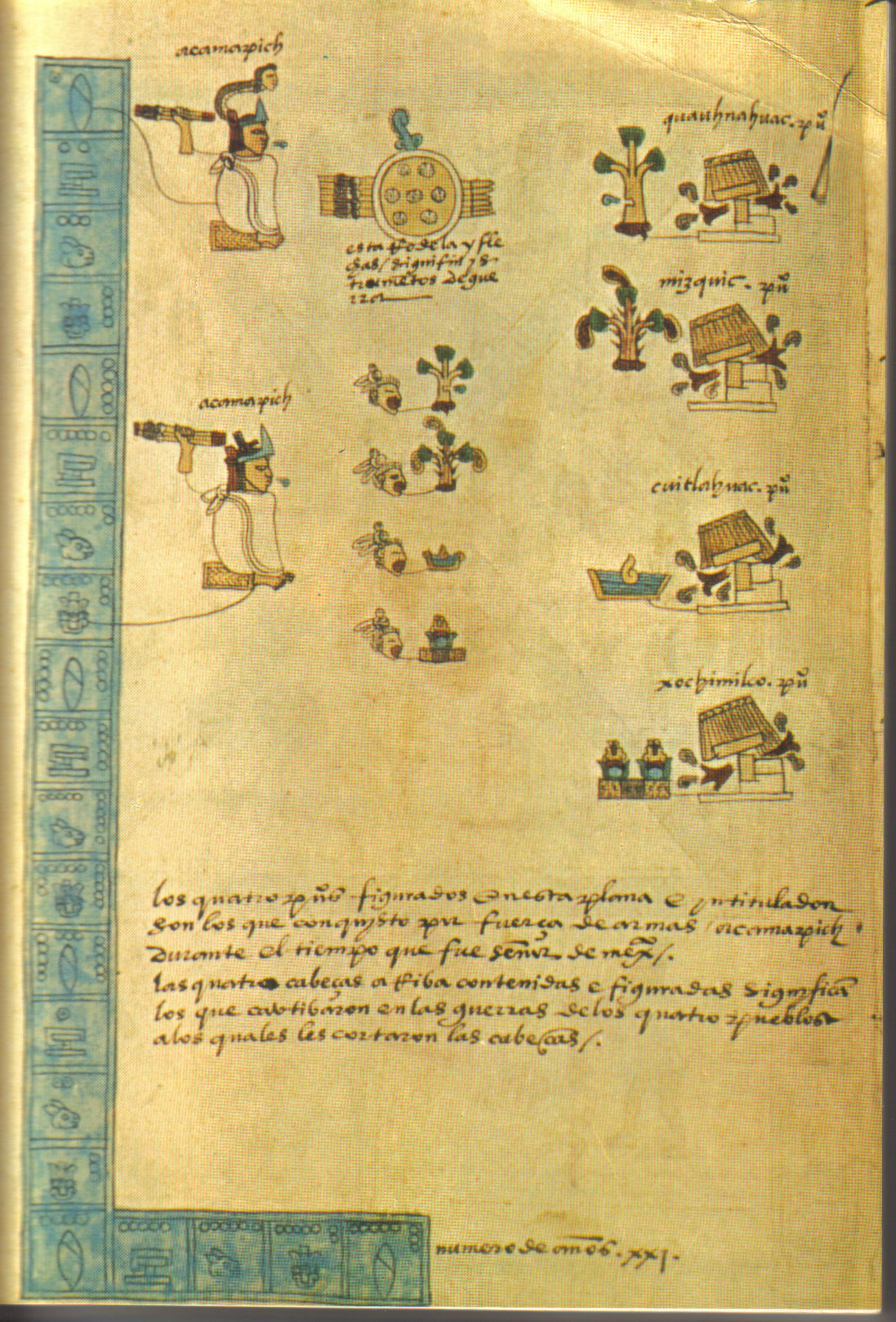
Acamapichtli – reguły podboju. Ilustracja z Kodeksu Mendoza

Acamapichtli (ur. 1357, zm. 1395) – władca Tenochtitlánu, pierwszy tlatoani Azteków (Méxicas) w latach 1376–1395, założyciel dynastii. Jego imię w języku nahuatl znaczy „Garść Trzciny”.

## Życiorys
Acamapichtli był synem Opochtzina i Atotoztli, mężem pochodzącej z Culhuacanu księżniczki Ilancueitl/Atotoztli i ojcem późniejszych tlatoani Huitzilíhuitla, Itzcoatla i wielu innych dzieci.
W obliczu śmierci Tenocha, w roku 1375, starszyzna Méxicas calpultin zdecydowała się wybrać tlatoani, który poprzez umocnienie istniejących więzi z silnymi sąsiadami mógłby poprawić pozycję młodego miasta. Więzy takie istniały od początkowego okresu istnienia plemion.
Z Tenochtitlánu wysłano delegację do przywódców Culhuacanu, jednego z miast-państw założonego w Dolinie Meksyku przez Tolteków. Tam ustalono, że władcą Tenochtitlánu może zostać Acamapichtli. Potwierdzono jego szlacheckie pochodzenie. Acamapichtli był owocem jednego z międzyplemiennych związków. Jego ojciec, Opochtzin, był przywódcą Méxicas, natomiast matka Atotoztli była córką Culhua, tlatoani w Nauhyotl.
Acamapichtli zaczął swoje panowanie początkowo jako gubernator (acóatl). Mieszkał w Texcoco ze swoją matką. Kiedy zdecydował się na przyjęcie tronu, został przewieziony do Tenochtitlánu i wkroczył do miasta z wielką pompą. Pojął za żonę Ilancueitl, córkę ówczesnego władcy Culhuacan, Acolmiztli. Aby zintegrować więzi z miastem, oprócz Ilancueitl, poślubił jeszcze żony pochodzące ze znaczących rodów szlacheckich (calpulli) w Tenochtitlánie.
Więzi rodzinne między władcami były ważnym aspektem polityki w Meksyku w XIV w. Lud Méxicas, jako przybysze, był w niekorzystnej sytuacji.
Pomimo pokrewieństwa Acamapichtli z Culhua (teren podległy Azcapotzalco), Tenochtitlán był traktowany jako lennik. Siły zbrojne miasta zmuszone były walczyć dla Azcapotzalco przeciwko innym miastom-państwom.
W 1382 Acamapichtli otrzymał tytuł tlatoani. Wtedy był koronowany z większą pompą niż wcześniej, przed ołtarzem Huitzilopochtli W otoczeniu wojowników najwyższej rangi został przez głównego kapłana namaszczony olejem i wodą, na jego głowie umieszczony został trójkątny turkusowy diadem (xiuhuitzolli).

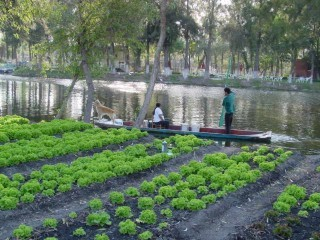
Chinampa – sztuczne wyspy z żyznymi obszarami do uprawy roślin

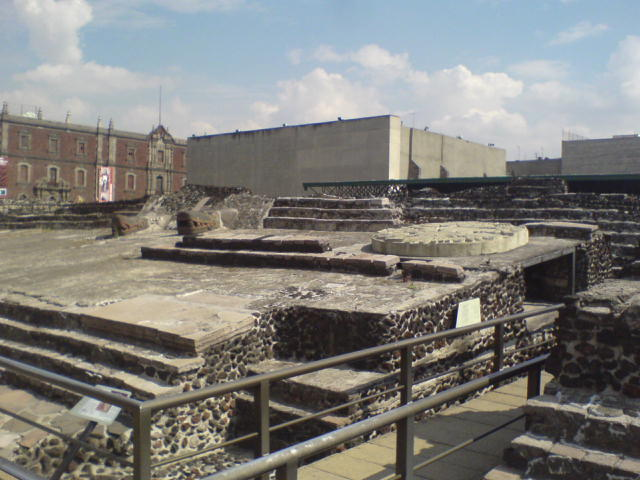
Templo Mayor – fragment ruin najstarszej części, najważniejszej budowli sakralnej Azteków

Uroczystość ta stała się wzorem dla wszystkich kolejnych azteckich koronacji, z wyjątkiem koronacji w roku 1427. Wówczas nowy tlatoani był w towarzystwie władców Texcoco i Tlacopán, miast azteckiego Trójprzymierza.
Zbudowany na środku jeziora Texcoco Tenochtitlán posiadał ograniczony areał ziemi uprawnej. Za czasów Acamapichtli miasto-państwo poszerzyło swoje terytorium o skaliste tereny na wschodzie. Również wówczas zbudowana została rolnicza baza miasta przez rozszerzanie systemu chinampa dookoła wyspy i poprzez przechwytywanie na brzegach jeziora chinampas z innych miast, zwłaszcza z Xochimilco.
Podczas panowania Acamapichtli miasto podzielono na cztery dzielnice calpullis: Moyotlán na południowym zachodzie, Zoquipan w południowym wschodzie, Cuecopan w północnym zachodzie i Atzacualco w północnym wschodzie. Domy trzciny i gałęzi drzew zostały zastąpione domami z kamienia. Spisano pierwsze azteckie prawa. Na okres jego panowania datuje się początki budowy najważniejszego obiektu sakralnego Azteków Templo Mayor.
Acamapichtli był politykiem, który pozycję Tenochtitlánu wzmacniał w większej mierze poprzez sojusze z sąsiadami niż poprzez wojny (były tylko dwie lub trzy podczas jego panowania). Unikał problemów z silniejszymi władcami. W przypadku Tezozomoca – jednego z wrogich sąsiadów Tenochtitlánu – sprowadzało się to do składania wymaganego trybutu oraz tworzenia i transportowania sztucznych wysp z żyznymi obszarami uprawy kwiatów (chinampa) do Tlacopánu.
Chociaż tlatoani nie był w dosłownym tego słowa znaczeniu tytułem dziedzicznym, kandydaci pochodzili ze ściśle wyznaczonej wąskiej elity książąt. Wszyscy późniejsi azteccy władcy wywodzili się od Acamapichtli.
Pierwsza żona Acamapichtli, Ilancueitl, nie wydała na świat potomstwa; po raz kolejny ożenił się z Tezcatlan Miyahuatzin, córką władcy Tetepango. Była ona matką Huitzilíhuitla, który wstąpił na tron po śmierci ojca. Inny syn Acamapichtli, Itzcóatl również został tlatoani. Jego matką była piękna niewolnica szlacheckiego pochodzenia, Matlalxochtzin kupiona na targu w Azcapotzalco.
Tuż przed śmiercią Acamapichtili zwołał przywódców czterech dzielnic, na które zostało podzielone miasto i poprosił ich, żeby wybrali jego następcę. Następcą wybrany został jego najstarszy syn Huitzilíhuitl. Wkrótce potem władca zmarł.
Kolejni tlatoani Tenochtitlánu wybierani byli w podobny sposób. Huitzilíhuitl rozszerzył jednak elektorat wyborczy o wyższej rangi wojowników i duchownych.